# Аминтор (отец Гефестиона)
Аминтор (др.-греч. Ἀμύντωρ, IV век до н. э.) — отец приближённого Александра Македонского Гефестиона.
Имя отца Гефестиона Аминтора сообщал Арриан.
Известен датируемый 334 годом до н. э. декрет за авторством афинского оратора и политика Демада, по которому Аминтору, сыну Деметрия, и его потомкам было предоставлено афинское гражданство. По предположению канадского исследователя В. Хеккеля, речь здесь может идти об отце Гефестиона. Возможно, Аминтор сам или через своего сына обращался в Александру с просьбой о смягчении условий для афинян, поддержавших фиванское восстание в 335 году до н. э.